# 施泰爾湖
53°0′25″N 8°41′24″E / 53.00694°N 8.69000°E

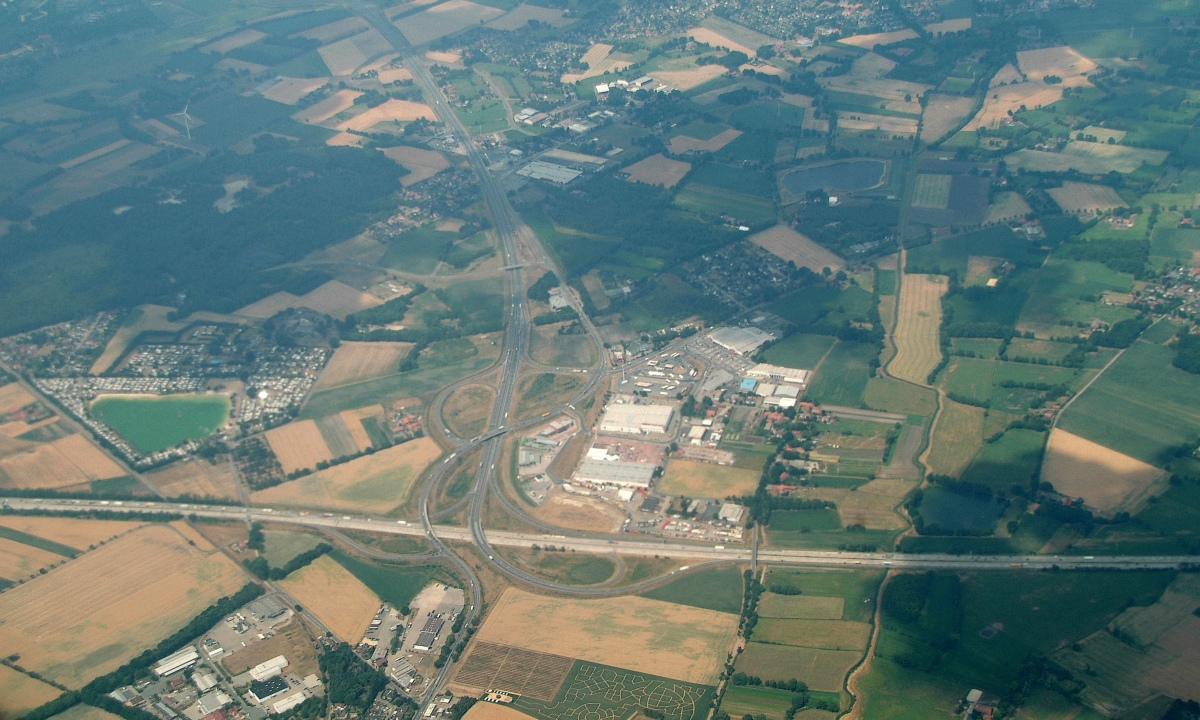

施泰爾湖（德語：Steller See），是德國的湖泊，位於該國西北部，由下薩克森州負責管轄，處於迪普霍爾茨縣，面積0.06平方公里，海拔高度8米，最大水深16米。